# 1956 în literatură
Anul 1956 în literatură a implicat o serie de evenimente și cărți noi semnificative. 

## Cărți noi

### Ficțiune
- Kingsley Amis – That Uncertain Feeling
- Poul Anderson – Planet of No Return
- Isaac Asimov – The Naked Sun
- James Baldwin – Giovanni's Room
- Sybille Bedford – A Legacy
- Saul Bellow – Seize the Day
- Pierre Berton – The Mysterious North
- Alfred Bester – The Stars My Destination (caTiger! Tiger!)
- W. E. Bowman – The Ascent of Rum Doodle
- Pearl S. Buck – Imperial Woman
- Anthony Burgess – Time for a Tiger
- Albert Camus – Căderea (La Chute)
- John Dickson Carr
  - Patrick Butler for the Defense
  - Fear is the Same (ca Carter Dickson)
- Agatha Christie – Dead Man's Folly
- Arthur C. Clarke – The City and the Stars
- A. J. Cronin
  - A Thing of Beauty
  - Crusader's Tomb
- Antonio di Benedetto – Zama
- Philip K. Dick
  - The Man Who Japed
  - The Minority Report
- Gordon R. Dickson
  - Alien From Arcturus
  - Mankind on the Run
- Alfred Döblin – Tales of a Long Night (Hamlet oder Die lange Nacht nimmt ein Ende)
- Friedrich Dürrenmatt – A Dangerous Game (Die Panne – The Breakdown – or Traps)
- Ian Fleming – Diamonds Are Forever
- Romain Gary – Les Racines du ciel
- William Golding – Pincher Martin
- Henri René Guieu – Les Monstres du Néant
- Mark Harris – Bang the Drum Slowly
- Marguerite Henry – Misty of Chincoteague
- Frank Herbert – The Dragon in the Sea (first book publication)
- Georgette Heyer – Sprig Muslin
- Kathryn Hulme – The Nun's Story
- Feri Lainšček – Petelinji zajtrk
- C. S. Lewis – Till We Have Faces: A Myth Retold
- Rose Macaulay – The Towers of Trebizond
- Ed McBain – Cop Hater
- Naguib Mahfouz – Palace Walk (بين القصرين, Bein el-Qasrein, first of the Cairo Trilogy)
- Grace Metalious – Peyton Place
- Nicholas Monsarrat – The Tribe that Lost its Head
- Farley Mowat – Lost in the Barrens
- Agnar Mykle – The Song of the Red Ruby (Sangen om den røde rubin)
- Edwin O'Connor – The Last Hurrah
- Pier Paolo Pasolini – Ragazzi di vita
- Mervyn Peake – Boy in Darkness
- Mary Renault – The Last of the Wine
- Kenneth Roberts – Boon Island
- João Guimarães Rosa – The Devil to Pay in the Backlands (Grande Sertão: Veredas)
- Françoise Sagan – A Certain Smile (Un Certain Sourire)
- Samuel Selvon – The Lonely Londoners
- Irwin Shaw – Lucy Crown
- Khushwant Singh – Train to Pakistan
- Rex Stout
  - Might as Well Be Dead
  - Three Witnesses
- Kay Thompson – Eloise
- A. E. van Vogt – The Wizard of Linn
- Heimito von Doderer – Die Dämonen: Nach der Chronik des Sektionsrates Geyrenhoff (The Demons)
- Angus Wilson  – Anglo-Saxon Attitudes
- P. G. Wodehouse – French Leave
- Kateb Yacine – Nedjma
- Eiji Yoshikawa (吉川 英治) – The Heike Story: A Modern Translation of the Classic Tale of Love and War (Shin Heike monogatari, a retelling of The Tale of the Heike)

### Pentru copii și adolescenți
- Fred Gipson – Old Yeller
- Rumer Godden – The Fairy Doll
- C. S. Lewis – The Last Battle
- Ian Serraillier – The Silver Sword
- Dodie Smith – The Hundred and One Dalmatians
- Eve Titus – Anatole (first in the Anatole and Basil series of 14 books)

### Non-ficțiune
- John G. Bennett – Dramatic Universe
- Gerald Durrell – My Family and Other Animals
- Margery Fish – We Made a Garden
- Carl Gustav Jung – Mysterium Coniunctionis
- A. J. Liebling – The Sweet Science
- Norman Mailer – The White Negro
- Octavio Paz – El arco y la lira
- Lobsang Rampa – The Third Eye

### Teatru
- Zbor de noapte (Piesă în trei acte  și șase tablouri), Editura militară, de Nicolae Tăutu

- Jean Anouilh – Pauvre Bitos, ou Le dîner de têtes (Poor Bitos)
- Ferdinand Bruckner – The Fight with the Angel (Der Kampf mit dem Engel)
- José Manuel Castañón – Moletú-Volevá
- Friedrich Dürrenmatt – The Visit (Der Besuch der alten Dame)
- Max Frisch – Phiipp Hotz's Fury (Die Grosse Wut des Philipp Hotz)
- Hugh Leonard – The Birthday Party
- Saunders Lewis – Siwan
- Bruce Mason – The Pohutukawa Tree
- Arthur Miller – A View from the Bridge (revised version)
- Yukio Mishima – Rokumeikan
- Heiner Müller and Inge Müller – Der Lohndrücker (The Scab, written)
- Eugene O'Neill – Long Day's Journey into Night
- John Osborne – Look Back in Anger
- Arnold Wesker – Chicken Soup with Barley (written)

### Poezie
- Allen Ginsberg – Howl and Other Poems
- Harry Martinson – Aniara
- Yevgeny Yevtushenko – Stantsiia Zima (Станция Зима, Stație de iarnă)

## Premii
- Premiul Nobel pentru Literatură: